# Le Livre d'or de la science-fiction : Richard Matheson
Le Livre d'or de la science-fiction : Richard Matheson est une anthologie de dix-sept nouvelles écrites par Richard Matheson, rassemblées par Daniel Riche. Elle contient aussi un script de cinéma (Bobby) et une profession de foi de Matheson (Ce que je crois).

## Publication
L'anthologie fait partie de la série Le Livre d'or de la science-fiction, consacrée à de nombreux écrivains célèbres ayant écrit des œuvres de science-fiction. Elle ne correspond pas à un recueil qui serait déjà paru aux États-Unis ; il s'agit d'un recueil inédit de nouvelles, édité pour le public francophone, et en particulier les lecteurs français.
L'anthologie a été publiée en 1981 aux éditions Presses Pocket, collection Science-fiction, no 5110  (ISBN 2-266-01031-X). L'anthologie a été rééditée sous le titre Journal d'un monstre aux éditions Presses Pocket, collection Le Grand Temple de la S-F, no 5110  (ISBN 2-266-02849-9). L'image de couverture a été réalisée par Marcel Laverdet pour les deux éditions.

## Préface
- Préface de Daniel Riche (p. 9 à 32).

## Liste et résumés des nouvelles

### Journal d'un monstre
- Titre en anglais : Born of Man and Woman
- Place dans le recueil : p. 33 à 37
- Traduction : Alain Dorémieux

### La Chose
- Titre en anglais : The Thing
- Place dans le recueil : p. 38 à 51
- Traduction : Daniel Riche

### Les Déshéritiers
- Titre en anglais : The Disinheritors
- Publication : Fantastic Story Magazine, janvier 1953
- Place dans le recueil : p. 52 à 65
- Traduction : Daniel Riche
- Résumé :

### Paille humide
- Titre en anglais : Wet Straw
- Publication : 1953
- Place dans le recueil : p. 66 à 73
- Traduction :
- Résumé :

### Le Dernier Jour
- Titre en anglais : The Last Day
- Publication : 1953
- Place dans le recueil : p. 74 à 92
- Traduction : Hélène Collon et Jacques Chambon
- Résumé :

### Lazare n°II
- Titre en anglais : Lazarus II
- Publication : 1953
- Place dans le recueil : p. 93 à 106
- Traduction :
- Résumé :

### L'Homme qui a fait le monde
- Titre en anglais : The Man Who Made the World
- Publication : 1954
- Place dans le recueil : p. 107 à 112
- Traduction :
- Résumé :

### Le Zoo
- Titre en anglais : Being
- Publication : 1954
- Place dans le recueil : p. 113 à 146
- Traduction :
- Résumé :

### Le Test
- Titre en anglais : The Test
- Publication : 1954
- Place dans le recueil : p. 147 à 169
- Traduction :
- Résumé :

### Le Conquérant
- Titre en anglais : The Conqueror
- Publication : 1954
- Place dans le recueil : p. 170 à 190
- Traduction :
- Résumé :

### Funérailles
- Titre en anglais : The Funeral
- Publication : 1955
- Place dans le recueil : p. 191 à 200
- Traduction :
- Résumé :

### Moutons de Panurge
- Titre en anglais : Lemmings
- Publication : 1958
- Place dans le recueil : p. 201 à 203
- Remarque : c'est la nouvelle la plus courte du recueil
- Traduction :
- Résumé :

### Le Distributeur
- Titre en anglais : The Distributor
- Publication : 1958
- Place dans le recueil : p. 204 à 224
- Traduction :
- Résumé :

### Rien de tel qu'un vampire
- Titre en anglais : No Such Thing as a Vampire
- Publication : 1959
- Place dans le recueil : p. 225 à 235
- Traduction :
- Résumé :

### Deadline
- Titre en anglais : Deadline
- Publication : 1959
- Place dans le recueil : p. 236 à 242
- Traduction :
- Résumé :

### Le Pays de l'ombre
- Titre en anglais : From Shadowed Places
- Publication : 1960
- Place dans le recueil : p. 243 à 266
- Traduction :
- Résumé :

### Appuyez sur le bouton
- Titre en anglais : Button, Button
- Place dans le recueil : p. 267 à 276
- Traduction : René Lathière
- Adaptation cinématographique : The Box (2009)

### Bobby
- Titre en anglais : Bobby
- Publication : 1977
- Place dans le recueil : p. 277 à 325
- Remarque : il ne s'agit pas d'une nouvelle mais d'un script pour la télévision
- Traduction :
- Résumé :

### Ce que je crois
- Titre en anglais :
- Publication : 1980
- Place dans le recueil : p. 326 à 331
- Remarque : il ne s'agit pas d'une nouvelle mais de commentaires personnels de Matheson sur sa vie et son œuvre
- Traduction :
- Résumé :